# Tratturo Sant'Andrea-Biferno
Il tratturo Sant'Andrea-Biferno è tra i tratturi riportati nella Carta dei tratturi, tratturelli, bracci e riposi del Commissariato per la reintegra dei tratturi di Foggia, anche se figura tra quelli non reintegrati.

## Geografia
Il tracciato del tratturo è interamente contenuto all'interno della Provincia di Campobasso.
Ha inizio nella valle del Biferno, come proseguimento del tratturo Ateleta-Biferno, e termina a Santa Croce di Magliano, dove si raccorda con il tratturo Celano-Foggia.
Tramite il tratturello Ururi-Serracapriola, si interconnette anche al tratturo Centurelle-Montesecco nei pressi dell'intersezione di quest'ultimo con il tratturo L'Aquila-Foggia.

## Percorso
I territori comunali attraversati dal tratturo sono:
- Molise
  - Provincia di Campobasso
    - Larino, Ururi, Montorio nei Frentani, Rotello, Santa Croce di Magliano